# Bill Barron
William Barron, Jr. (27 de marzo de 1927 - 21 de septiembre de 1989)  fue un saxofonista tenor y soprano de jazz estadounidense. 
Nació en Filadelfia, Pensilvania.  Comenzó a estudiar piano cuando tenía nueve años y luego pasó al saxofón. Hizo una gira con los Carolina Cotton Pickers cuando tenía 17 años.  Apareció por primera vez en una grabación de Cecil Taylor en 1959. Más tarde, grabó extensamente con Philly Joe Jones y codirigió un cuarteto de post-bop con Ted Curson . Su hermano menor, el pianista Kenny Barron, apareció en todas las sesiones que dirigió el mayor Barron.   Otros músicos con los que grabó fueron Charles Mingus y Ollie Shearer.
También dirigió un taller de jazz en el Museo de los Niños de Brooklyn, enseñó en el City College de Nueva York y se convirtió en presidente del departamento de música de la Wesleyan University .  Grabó para Savoy, grabando el último disco de jazz de ese sello en 1972,  y Muse. La Colección Bill Barron se encuentra en las bibliotecas del Instituto de Estudios de Jazz de la Universidad de Rutgers. 
Murió en Middletown, Connecticut. 

## Discografía

### Como líder
- The Tenor Stylings of Bill Barron (Savoy, 1961)
- Modern Windows (Savoy, 1962)
- West Side Story Bossa Nova  (Dauntless, 1963)
- Hot Line (Savoy, 1964)
- Now Hear This! (Audio Fidelity, 1964)
- Motivation (Savoy, 1972)
- Jazz Caper (Muse, 1982)
- Variations in Blue (Muse, 1983)
- The Next Plateau (Muse, 1989)
- Higher Ground (Joken, 1993)
- A Swedish-American Venture (Dragon, 2002)
- Live at Cobi's (SteepleChase, 2005)
- Live at Cobi's 2 (SteepleChase, 2006)

### Como acompañante
Con Ted Curson
- Plenty of Horn (Old Town, 1961)
- Tears for Dolphy (Fontana, 1965)
- The New Thing &amp; the Blue Thing (Atlantic, 1965)
- Flip Top (Arista/Freedom, 1977)
- Snake Johnson (Chiaroscuro, 1981)

Con Charlie Mingus
- Pre-Bird (Mercury, 1961)
- Jazz Makers (Mercury, 1963)
- Mingus Revisited (Limelight, 1965)
- Take the A Train (Back Up, 2006)

Con otros
- Kenny Barron, Lucifer (Muse, 1975)
- Ted Heath, London Stereo Laboratory Vol. 4 Big Band (London, 1974)
- Philly Joe Jones, Philly Joe's Beat (Atlantic, 1960)
- Philly Joe Jones, Showcase (Riverside, 1960)
- Cecil Taylor, Love for Sale (United Artists, 1959)
- Cecil Taylor, In Transition (Blue Note, 1975)